# Национални парк Глејшер
Глациер национални парк је амерички национални парк који се налази у северозападној Монтани, на канадско-америчкој граници, уз канадске провинције Алберта и Британску Колумбију. Парк обухвата преко 1 милион хектара. У парку се налазе 2 планинска ланца, преко 130 језера, више од 1000 различитих врста биљака и стотине врста животиња.

## Историјат Националног парка Глациер
Основан је 11. маја 1910. године. Овај регион су прво населили Индијанци. Након доласка европских истраживача, њиме су доминирали "Црно стопало " на истоку и "Флатхед" на западу. 